# 670'erne f.Kr.
Århundreder: 8. århundrede f.Kr. – 7. århundrede f.Kr. – 6. århundrede f.Kr.
Årtier: 720'erne f.Kr. 710'erne f.Kr. 700'erne f.Kr. 690'erne f.Kr. 680'erne f.Kr. – 670'erne f.Kr. – 660'erne f.Kr. 650'erne f.Kr. 640'erne f.Kr. 630'erne f.Kr. 620'erne f.Kr.
År: 679 f.Kr. 678 f.Kr. 677 f.Kr. 676 f.Kr. 675 f.Kr. 674 f.Kr. 673 f.Kr. 672 f.Kr. 671 f.Kr. 670 f.Kr.